# Jane Rizzoli
Jane Clementine Rizzoli é uma das duas personagens centrais da série de televisão norte-americana Rizzoli & Isles, interpretada por Angie Harmon. A sua personagem é baseada nos livros de Tess Gerritsen.

## Características

### Pessoais
Nasceu em Boston, numa família modesta. É filha de Frank Rizzoli e da italiana Angela. Tem dois irmãos, um mais novo, Frankie Rizzoli Jr., também polícia e Tommy, que foi preso por atropelar um padre numa passadeira. Em criança chamavam-lhe "Rollie Pollie Rizzoli".
Mora sozinha num apartamento com o cão Jo Friday, que adotou no primeiro episódio. É solteira, mostra diversas vezes interesse por homens, mas nunca está disponível para assumir um relacionamento. Tem marcas nas duas mãos, por terem-lhe sido espetados pregos pelo psicopata Charles Hoyt.

### Profissionais
Jane é detetive da polícia de Boston, uma mulher forte, maria-rapaz.
Vive traumatizada pelo psicopata Charles Hoyt, também conhecido como O Cirurgião, que a raptou e tentou matá-la. Depois desse acontecimento não quis continuar a trabalhar com o seu habitual parceiro, Vince Korsak, tendo agora como parceiro da polícia Barry Frost. A sua melhor amiga é também a sua parceira na resolução dos casos de homicídio, a médica legista Maura Isles.